# Cyril Despres
Cyril Despres (Fontainebleau, 1974. január 24. –)  Andorrában élő francia motoros, ötszörös (2005, 2007, 2010, 2012, 2013) Dakar-rali győztes.

## Dakar-rali
A Dakaron 2000-ben indult el először amatőrként, és látványos vezetési stílusával a 16. helyen végzett. Egy évvel később a 12. pozícióban zárt, és megszerezte első szakaszgyőzelmét. 2003-ban már az összetett 2. helyén végzett három szakasz sikerrel. Egy év elteltével egy hellyel hátrébb zárt, ám eggyel több szakaszgyőzelmet aratott. 2005-ben megszerezte élete első Dakar győzelmét két szakaszgyőzelemmel. 2006-ban ismét második lett, ezúttal is négy napon diadalmaskodott. 2007-ben megin felért a csúcsra: Dakar győzelmet ünnepelhetett. 2009-ben Marc Coma mögött a második helyen végzett. A 2010-es versenyen megszerezte pályafutása harmadik Dakar-győzelmét. 2011-ben második lett, majd a következő két évben ismét megnyerte a versenyt. 2014-ben egy Yamaha nyergében a 4. helyen végzett. A 2015-ös Dakar Rallyt már autóval, a Dakarra visszatérő Peugeot versenyzőjeként kezdi meg.

## Egyéb versenyek

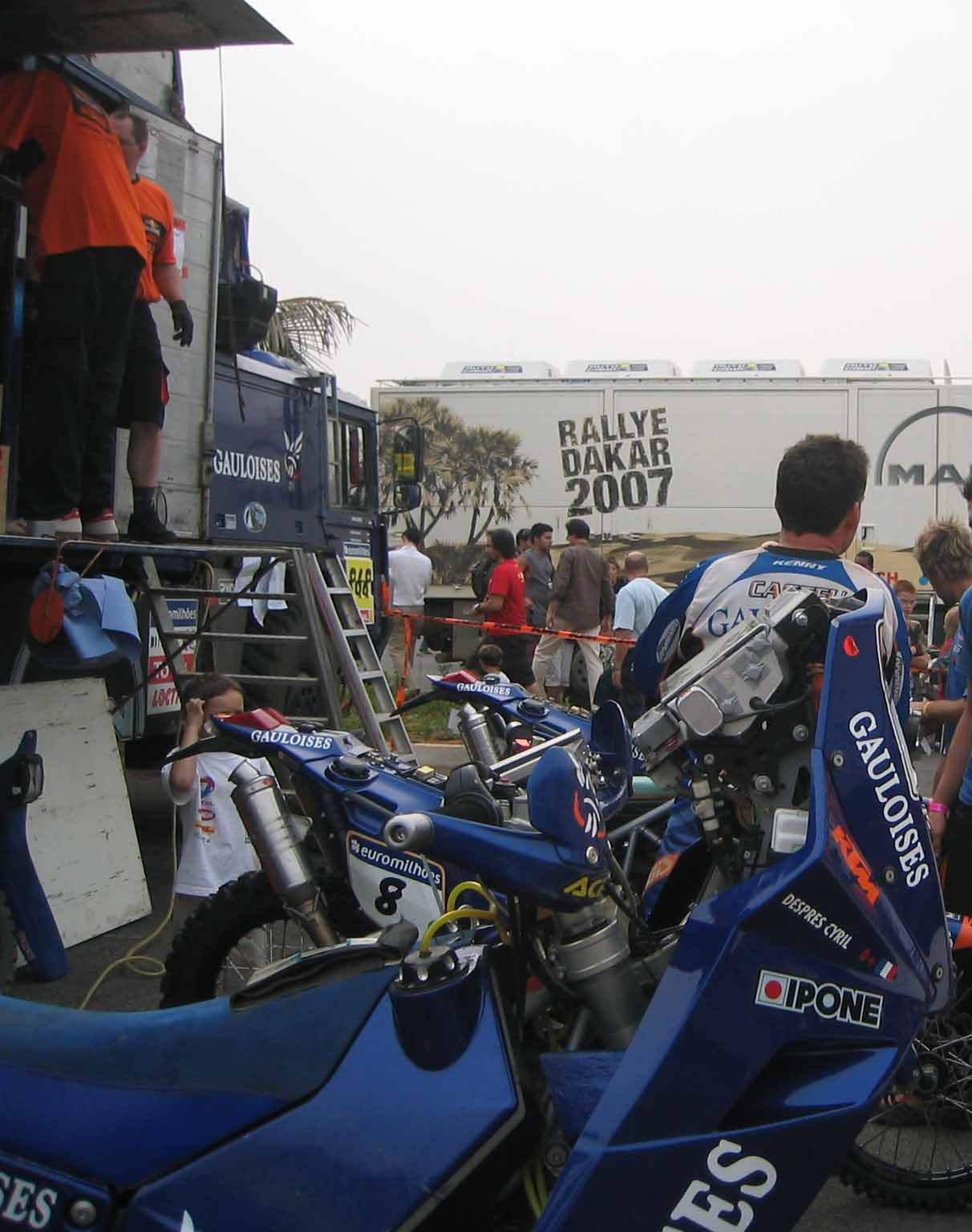
Despres a 2007-es Dakar indítása előtt Lisszabonban

## Érdekességek
- Ahhoz, hogy 2000-ben elindulhasson a Dakaron, 6000 üveg bort adott el.
- Despres Andorrában, a saját maga által épített házban él a hegyvidéken.